# بزیمنو
بزیمنو (انگلیسی: Bezymeno) یک شهرک در بخش گرایفسکی استان بلگورود کشور روسیه است.